# Julie Richardson
Julie Richardson (Auckland, 30 maart 1967) is een voormalig tennisspeelster uit Nieuw-Zeeland.
Bij de junioren bereikte zij in 1985 een grandslamfinale, op het meisjesdubbelspel van Wimbledon, samen met de Zuid-Afrikaanse Elna Reinach.
Tussen 1985 en 1993 kwam ze 31 maal uit voor Nieuw-Zeeland op de Fed Cup – zij behaalde daar een winst/verlies-balans van 11–20.
Richardson behaalde in het dubbelspel betere resultaten dan in het enkelspel. In die discipline won zij zeven WTA-titels, en bereikte zij daarnaast nog eens zeven keer een WTA-finale zonder die te winnen. Haar beste resultaat op de grandslamtoernooien is het bereiken van de kwartfinale. Haar hoogste notering op de WTA-ranglijst is de 33e plaats, die zij bereikte in februari 1994.

## Posities op deWTA-ranglijst
Positie per einde seizoen:
| jaar | rang enkelspel | rang dubbelspel |
| ---- | -------------- | --------------- |
| 1985 | 145            | –               |
| 1986 | 162            | 78              |
| 1987 | 157            | 82              |
| 1988 | 103            | 81              |
| 1989 | 257            | 76              |
| 1990 | 140            | 49              |
| 1991 | 533            | 89              |
| 1992 | 146            | 48              |
| 1993 | 278            | 44              |
| 1994 | 362            | 65              |

## Palmares
| Legenda                |
| ---------------------- |
| Grandslamtoernooi      |
| Olympische Spelen      |
| Year-End Championships |
| Tier I                 |
| Tier II                |
| Tier III               |
| Tier IV & V            |

### WTA-finaleplaatsen enkelspel
geen

### WTA-finaleplaatsen vrouwendubbelspel
| nr.              | finale     | toernooi          | ondergrond    | partner              | tegenstandsters                      | score         |
| ---------------- | ---------- | ----------------- | ------------- | -------------------- | ------------------------------------ | ------------- |
| gewonnen finales |            |                   |               |                      |                                      |               |
| 1.               | 1985-10-20 | WTA Japan (Tokio) | hardcourt     | Belinda Cordwell     | Laura Gildemeister Beth Herr         | 6-4, 6-4      |
| 2.               | 1986-10-26 | WTA Singapore     | hardcourt (i) | Anna-Maria Fernandez | Sandy Collins Sharon Walsh           | 6-3, 6-2      |
| 3.               | 1987-02-01 | WTA Auckland      | hardcourt     | Anna-Maria Fernandez | Gretchen Rush Elizabeth Minter       | 4-6, 6-4, 6-2 |
| 4.               | 1987-05-03 | WTA Singapore     | hardcourt     | Anna-Maria Fernandez | Barbara Gerken Heather Ludloff       | 6-1, 6-4      |
| 5.               | 1988-07-24 | WTA Schenectady   | hardcourt     | Ann Henricksson      | Lea Antonoplis Cammy MacGregor       | 6-3, 3-6, 7-5 |
| 6.               | 1991-02-10 | WTA Wellington    | hardcourt     | Jo-Anne Faull        | Belinda Borneo Clare Wood            | 2-6, 7-5, 7-6 |
| 7.               | 1992-10-04 | WTA Taipei        | hardcourt     | Jo-Anne Faull        | Amanda Coetzer Cammy MacGregor       | 3-6, 6-3, 6-2 |
| verloren finales |            |                   |               |                      |                                      |               |
| 1.               | 1988-02-07 | WTA Wellington    | hardcourt     | Belinda Cordwell     | Patty Fendick Jill Hetherington      | 3-6, 3-6      |
| 2.               | 1988-04-24 | WTA Taipei        | tapijt (i)    | Belinda Cordwell     | Patty Fendick Ann Henricksson        | 2-6, 6-2, 2-6 |
| 3.               | 1990-02-11 | WTA Wellington    | hardcourt     | Michelle Jaggard     | Natalia Medvedeva Leila Meschi       | 3-6, 6-2, 4-6 |
| 4.               | 1990-10-28 | WTA Dorado        | hardcourt     | Amy Frazier          | Olena Brjoechovets Natalia Medvedeva | 4-6, 2-6      |
| 5.               | 1991-02-03 | WTA Auckland      | hardcourt     | Jo-Anne Faull        | Patty Fendick Larisa Savtsjenko      | 3-6, 3-6      |
| 6.               | 1992-02-09 | WTA Wellington    | hardcourt     | Jo-Anne Faull        | Belinda Borneo Clare Wood            | 0-6, 6-7      |
| 7.               | 1994-02-06 | WTA Auckland      | hardcourt     | Jenny Byrne          | Patricia Hy Mercedes Paz             | 4-6, 6-7      |

## Resultaten grandslamtoernooien
| Legenda | Legenda                          |
| ------- | -------------------------------- |
| g.t.    | geen toernooi gehouden           |
| l.c.    | lagere categorie                 |
| –       | niet deelgenomen                 |
| G       | uitgeschakeld in de groepsfase   |
| 1R      | uitgeschakeld in de eerste ronde |
| 2R      | uitgeschakeld in de tweede ronde |
| 3R      | uitgeschakeld in de derde ronde  |
| 4R      | uitgeschakeld in de vierde ronde |
| KF      | uitgeschakeld in de kwartfinale  |
| HF      | uitgeschakeld in de halve finale |
| F       | de finale verloren               |
| W       | het toernooi gewonnen            |
| w-v     | winst/verlies-balans             |

### Enkelspel
| toernooi        | 1986 | 1987 | 1988 | 1989 |    | 1991 |
| --------------- | ---- | ---- | ---- | ---- | -- | ---- |
| Australian Open | g.t. | 2R   | 2R   | 1R   | 1R |      |
| Roland Garros   | –    | –    | –    | –    | –  |      |
| Wimbledon       | 1R   | –    | –    | 1R   | –  |      |
| US Open         | 1R   | –    | 3R   | –    | –  |      |

### Vrouwendubbelspel
| toernooi        | 1984 | 1985 | 1986 | 1987 | 1988 | 1989 | 1990 | 1991 | 1992 | 1993 | 1994 | 1995 |
| --------------- | ---- | ---- | ---- | ---- | ---- | ---- | ---- | ---- | ---- | ---- | ---- | ---- |
| Australian Open | –    | 1R   | g.t. | –    | 2R   | 2R   | 3R   | 2R   | 1R   | 3R   | KF   | 1R   |
| Roland Garros   | –    | –    | 1R   | 1R   | –    | 2R   | –    | –    | 1R   | 1R   | 2R   | –    |
| Wimbledon       | –    | 1R   | 3R   | KF   | 1R   | 2R   | 2R   | –    | –    | –    | –    | –    |
| US Open         | 1R   | 1R   | 1R   | 1R   | 2R   | 1R   | 1R   | –    | 2R   | KF   | 2R   | –    |

### Gemengd dubbelspel
| toernooi        | 1985 | 1986 | 1987 | 1988 | 1989 | 1990 | 1991 |    | 1993 | 1994 |
| --------------- | ---- | ---- | ---- | ---- | ---- | ---- | ---- | -- | ---- | ---- |
| Australian Open | –    | g.t. | 1R   | 2R   | 1R   | –    | 1R   | 1R | –    |      |
| Roland Garros   | –    | 1R   | –    | –    | –    | –    | –    | 1R | 2R   |      |
| Wimbledon       | 1R   | 1R   | –    | 2R   | –    | 2R   | –    | 1R | 3R   |      |
| US Open         | –    | –    | –    | –    | –    | 2R   | –    | –  | –    |      |